# 陰溶媒
陰溶媒（いんようばい、英語：Implicit solvent）は、溶媒を分子動力学法やその他の分子力学法でほとんど使用される個々の露な溶媒分子（陽溶媒）の代わりに連続媒体として表現する一つの方式。連続溶媒と呼ばれることもある。